# FreeVMS
FreeVMS — операционная система, свободный клон операционной системы OpenVMS. На 2009 год разработки находятся на очень ранней стадии. Система состоит из ядра (в перспективе POSIX-совместимого) и интерпретатора командной строки DCL. Поддерживаются платформы x86 и x86-64.